# Berkin
Berkin ist ein türkischer männlicher Vorname mit der Bedeutung „kräftig, stark, mächtig“.

## Namensträger
- Berkin Arslan (* 1992), türkischer Fußballspieler
- Berkin Elvan (1999–2014), türkisches Opfer eines Polizeieinsatzes